# Slowakische Krone (1993–2008)
Die Slowakische Krone (slowakisch slovenská koruna) war vom 8. Februar 1993 (kurz nach der Teilung der Tschechoslowakei und der Entstehung der selbständigen Slowakei am 1. Januar 1993) bis zum 31. Dezember 2008 die Währung der Slowakei. Eine Krone war in 100 Heller (halier) geteilt. Am 3. Juni 2008 stimmte der Rat für Wirtschaft und Finanzen der Euro-Einführung zum 1. Januar 2009 zu. Der am 1. Januar 2009 in Kraft getretene Umrechnungskurs wurde am 7. Juli 2008 auf 30,126 SKK/EUR festgelegt. Am 1. Januar 2009 hat der Euro die slowakische Krone als Währung offiziell abgelöst, für eine Übergangsfrist bis zum 16. Januar 2009 konnten noch beide Währungen verwendet werden.

## Banknoten
Es gab folgende Banknoten:
20 Kronen, 50 Kronen, 100 Kronen, 200 Kronen, 500 Kronen, 1000 Kronen und 5000 Kronen. Auf der Vorderseite befanden sich Persönlichkeiten aus der slowakischen Geschichte, vom Frühmittelalter (20 Kronen) bis zum 20. Jahrhundert (5000 Kronen), und auf der Rückseite mit ihnen verbundene Plätze. Für das Design verwendete man einen Vorschlag von Jozef Bubák, dessen Entwurf für eine gesamttschechoslowakische Notenserie der ČSFR unterlegen war.
| Wert (SKK) | Wert (EUR) | Vorder- seite | Beschreibung der Vorderseite | Beschreibung der Rückseite |
| ---------- | ---------- | ------------- | --- | --- |
| 20 Sk      | 0,66 €     |               | Fürst Pribina als erster bekannter Herrscher des Fürstentums Nitra | Burg Nitra stellvertretend als Sitz des Fürstentums, dazu ist ein Korallenhalsband mit einem Bronze-Halbmondmedaillon aus dem 9. Jahrhundert aus der archäologischen Fundstätte Nitra-Lupka zu sehen |
| 50 Sk      | 1,66 €     |               | Doppelporträt von Hl. Kyrill und Method als Missionare und „Apostel der Slawen“ | Zwei Hände, zwischen ihnen die ersten sieben Buchstaben der glagolitischen Schrift und die spiegelverkehrte Silhouette der romanischen Erzengel-Michael-Kirche in Nitra-Dražovce als Symbol des frühen Christentums in der Slowakei                                                                                  |
| 100 Sk     | 3,32 €     |               | Marienbild nach der Plastik im Altar der Geburt des Herrn in der Jakobskirche in Levoča aus der Werkstatt des Bildhauers Paul von Leutschau                                                                              | Abbildung der Jakobskirche und des Renaissance-Rathauses in Levoča, überschneidet sich mit dem Schlussstein in der Sakristei der alten Minoritenkirche in derselben Stadt |
| 200 Sk     | 6,64 €     |               | Anton Bernolák, Pfarrer und Linguist, führte den ersten slowakischen Sprachstandard ein | Historisches Bild der Stadt Trnava im 18. Jahrhundert, mit dem zeitgenössischen Blick auf den Renaissance-Stadtturm im Vordergrund |
| 500 Sk     | 16,60 €    |               | Ľudovít Štúr als herausragende Persönlichkeit der Slowaken im 19. Jahrhundert und Autor des modernen slowakischen Sprachstandards                                                                                        | Abbildung des theresianischen königlichen Palasts der Burg Bratislava mit der barocken Nikolauskirche am Burgberg und einem Teil des Turms der gotischen Klarissenkirche, mit der ältesten bekannten Plan der Stadt Bratislava aus dem 15. Jahrhundert – Burg, drei Kirchen, Stadtmauer und die Donau – in der Mitte |
| 1000 Sk    | 33,19 €    |               | Andrej Hlinka als Priester und politische Leitfigur der slowakischen Autonomiebewegung | Motiv der Schutzmantelmadonna aus einer mittelalterlichen Freske in der Simon-und-Judas-Kirche in Liptovské Sliače, im linken Teil der Rückseite ist die Andreaskirche in Ružomberok abgebildet, im linken Teil des Mantels ist das Motiv des Hlinka-Mausoleums in unmittelbarer Nähe der Andreaskirche dargestellt  |
| 5000 Sk    | 165,97 €   |               | Milan Rastislav Štefánik als Politiker, Astronom (versinnbildlicht durch eine Darstellung der Sonne und des Halbmonds im linken Teil), Diplomat, General und einer der „Gründerväter“ der Tschechoslowakischen Republik, | Grabmal auf dem Berg Bradlo bei Brezová pod Bradlom, rechts Blüten der Großen Kuhschelle, links Abbildung des Sternbilds Großer Bär |

## Münzen
Es gab folgende Münzen:
50 Heller, 1 Krone, 2 Kronen, 5 Kronen und 10 Kronen
Die ehemaligen 10- und 20-Heller-Stücke wurden am 1. Januar 2004 ungültig und von der Nationalbank der Slowakei eingezogen. 50-Heller-Stücke existierten weiter in zwei Varianten: Einem älteren „klassischen“ Aluminiumchip und einer 1996 eingeführten kleineren Münze aus kupferplattiertem Eisen. Bereits vor der Euroeinführung waren 50-Heller-Stücke im täglichen Zahlungsverkehr jedoch selten.
Da der Einzelhandel weiterhin Preise in 10-Heller-Intervallen auszeichnete, wurde der jeweilige Gesamtbetrag bis zur Einführung des Euros bei der Zahlung gerundet.
Alle Münzen wurden von Drahomír Zobek entworfen. Sie hatten das Bild des slowakischen Wappens mit der Schrift „SLOVENSKÁ REPUBLIKA“ (Slowakische Republik) und das Jahr der Prägung auf der Rückseite; Beschreibung der Vorderseite wie nachfolgend:
| Wert (SKK) | Wert (EUR) | Vorderseite | Rückseite | Beschreibung der Vorderseite                                                                          |
| ---------- | ---------- | ----------- | --------- | --- |
| 10 h       | 0,00 33 €  | 10 Heller   | 10 Heller | Achtseitiger Holzglockenturm aus dem frühen 19. Jahrhundert aus der traditionellen Landschaft Zemplín |
| 20 h       | 0,00 66 €  | 20 Heller   | 20 Heller | 2494 m hoher Berg Kriváň in der Hohen Tatra als Symbol des Schutzes der slowakischen Eigenständigkeit |
| 50 h       | 0,01 66 €  | 50 Heller   | 50 Heller | Polygonaler Renaissance-Turm der Burg Devín über der Mündung der March in die Donau                   |
| 01 Sk      | 0,03 32 €  | 1 Krone     | 1 Krone   | Gotische Skulptur eines Marienbilds aus der Zeit gegen 1500 aus Kremnica                              |
| 02 Sk      | 0,06 64 €  | 2 Kronen    | 2 Krone   | Sitzende Venusfigurine aus der neolithischen Siedlung bei Nitriansky Hrádok                           |
| 05 Sk      | 0,16 6 €   | 5 Kronen    | 5 Kronen  | Rückseite der keltischen Münze Biatec mit einer Reiterfigur aus dem keltischen Oppidum in Bratislava  |
| 10 Sk      | 0,33 2 €   | 10 Kronen   | 10 Kronen | Bronzekreuz (genauer ein Enkolpion) aus dem 10. Jahrhundert aus Veľká Mača                            |

## Wechselkurssystem

Wechselkurs 1999 bis 2009

Am 25. November 2005 trat die Slowakei ohne Vorankündigung dem Wechselkursmechanismus II (WKM II) bei. Über ihn war die Krone bei 15-prozentiger Bandbreite zu einem festen Leitkurs an den Euro gekoppelt. Zunächst wurden 38,4550 Kronen je Euro als Leitkurs festgelegt. Infolge einer kontinuierlichen Aufwertung der Krone gegenüber dem Euro sah sich die slowakische Zentralbank jedoch gezwungen, in Absprache mit der EU eine Anpassung des Leitkurses umzusetzen; somit galt seit dem 19. März 2007 ein Leitkurs von 35,4424 Kronen je Euro. Da die starke Aufwertung der Krone fortdauerte, wurde der Leitkurs am 28. Mai 2008 erneut auf 30,1260 Kronen je Euro angepasst.
Am 7. Mai 2008 hat die Europäische Kommission aufgrund des Konvergenzberichtes der EZB die Euro-Einführung in der Slowakei zum 1. Januar 2009 empfohlen. Das Land habe (als einziges von den 9 im Konvergenzbericht bewerteten Ländern) alle Maastrichtkriterien erfüllt. Am 3. Juni 2008 gab schließlich der Rat für Wirtschaft und Finanzen grünes Licht zur Euro-Einführung zum 1. Januar 2009. Beim EU-Gipfeltreffen am 19./20. Juni 2008 stimmten die Staats- und Regierungschefs der EU-Länder zu. Der letzte Leitkurs der Krone – 30,1260 Kronen je Euro – wurde am 8. Juli als der endgültige, seit 1. Januar 2009 geltende Umrechnungskurs für den Beitritt zur Eurozone festgelegt.
Auch in der ersten slowakischen Republik von 1939 bis 1945 gab es eine Währung, die Slowakische Krone hieß.